# Digital Reality
 (juin 2019).
Si vous disposez d'ouvrages ou d'articles de référence ou si vous connaissez des sites web de qualité traitant du thème abordé ici, merci de compléter l'article en donnant les références utiles à sa vérifiabilité et en les liant à la section « Notes et références ».
Digital Reality était un éditeur et studio de développement de jeux vidéo fondé en 1991 sous le nom d'Amnesty Design et basé à Budapest. Il ferme en 2013.

## Ludographie
- 1994 : Reunion
- 1997 : Imperium Galactica
- 2000 : Imperium Galactica II: Alliances
- 2002 : Platoon
- 2002 : Haegemonia: Legions of Iron
- 2003 : Haegemonia: The SOLON Heritage
- 2004 : Afrika Korps vs. Desert Rats
- 2004 : D-Day
- 2006 : War on Terror
- 2007 : War Front: Turning Point
- 2010 : Scarabeus: Pearls of Nile
- 2010 : Liberty Wings
- 2011 : Dead Block
- 2011 : SkyDrift
- 2012 : Sine Mora
- 2012 : Black Knight Sword
- 2012 : Bang Bang Racing